# 住吉橋 (小田原市)
住吉橋（すみよしばし）は、神奈川県小田原市の小田原城の濠に架かる橋である。

## 歴史
小田原城のうち、江戸時代に整備された二の丸と馬屋曲輪・御茶壺曲輪の間の住吉濠に架かる。史料に初めて現れるのは1644年～1645年頃に記されたと考えられる小田原城絵図「正保図」で、当初は木橋であった。その後1672年（寛文12年）に石垣のかさ上げが行われ、1703年（元禄16年、元禄地震）・1843年（天保14年）・1853年（嘉永6年、嘉永小田原地震）には地震に見舞われており、修理あるいは架け替えが行われたと考えられる。宮内庁に保管されている、1703年の地震前に記された「小田原城絵図」には、「幅2間、長さ4間4尺5寸、4本の柱と笠木・平桁・地覆からなる欄干がある」旨が記されている。1817年の文献によると「土橋ながら火が燃え移ったが、根府川の火消しが消し止めた」との記述があり、この頃には土橋に代わっていたと考えられる。1901年から1923年にかけては御用邸として使われ、宮内庁の図面にも土橋の様子が記されているが、1923年の関東大震災で崩落した石垣とともに埋め立てられた。

## 構造
1986年（昭和61年）の遺構調査により、長さ4m、幅5m（推定）の橋台と対岸の銅門の間の8mの橋であり、中央に幅員方向に松の丸太の橋脚3本が建てられていたことが明らかになった。土橋になっていた時期があったため、銅門側にどのように接続していたかの痕跡は判然としなかった。

## 復元
市制50周年を控えて橋の復元が計画され、1988年（昭和63年）に設計業務委託契約、1989年（平成元年）7月21日には復元工事契約が締結された。土台間距離32尺（9.696m）、欄干28尺5寸（8.636m）、幅12尺（3.636m）。橋桁にはアメリカ産ヒバ材、宝珠柱には吉野産ヒノキ、橋脚には松の丸太が使われた。1990年1月14日に架梁式、同年4月19日には渡り初め式が行われた。1990年にはかながわの橋100選に選定されている。1997年には、住吉橋から小田原城内に通じる銅門（あかがねもん）が復元された。
復元から四半世紀余りが過ぎると、雨水などによる腐食が進行し、傷みが目立ってきた。そこで、再度の架け替えが行われることとなった。新たな橋は中央から両端に向けて傾斜を付けて水はけを良くし、木材を組み合わせる個所には腐食防止効果のある銅板を使用するなどの工夫が施された。腐食が進んだ部材は交換可能な構造になっている。架け替え工事は2016年8月12日から2018年3月26日にかけて行われ、完成に先立ち2018年3月4日には渡り初め式が行われた。

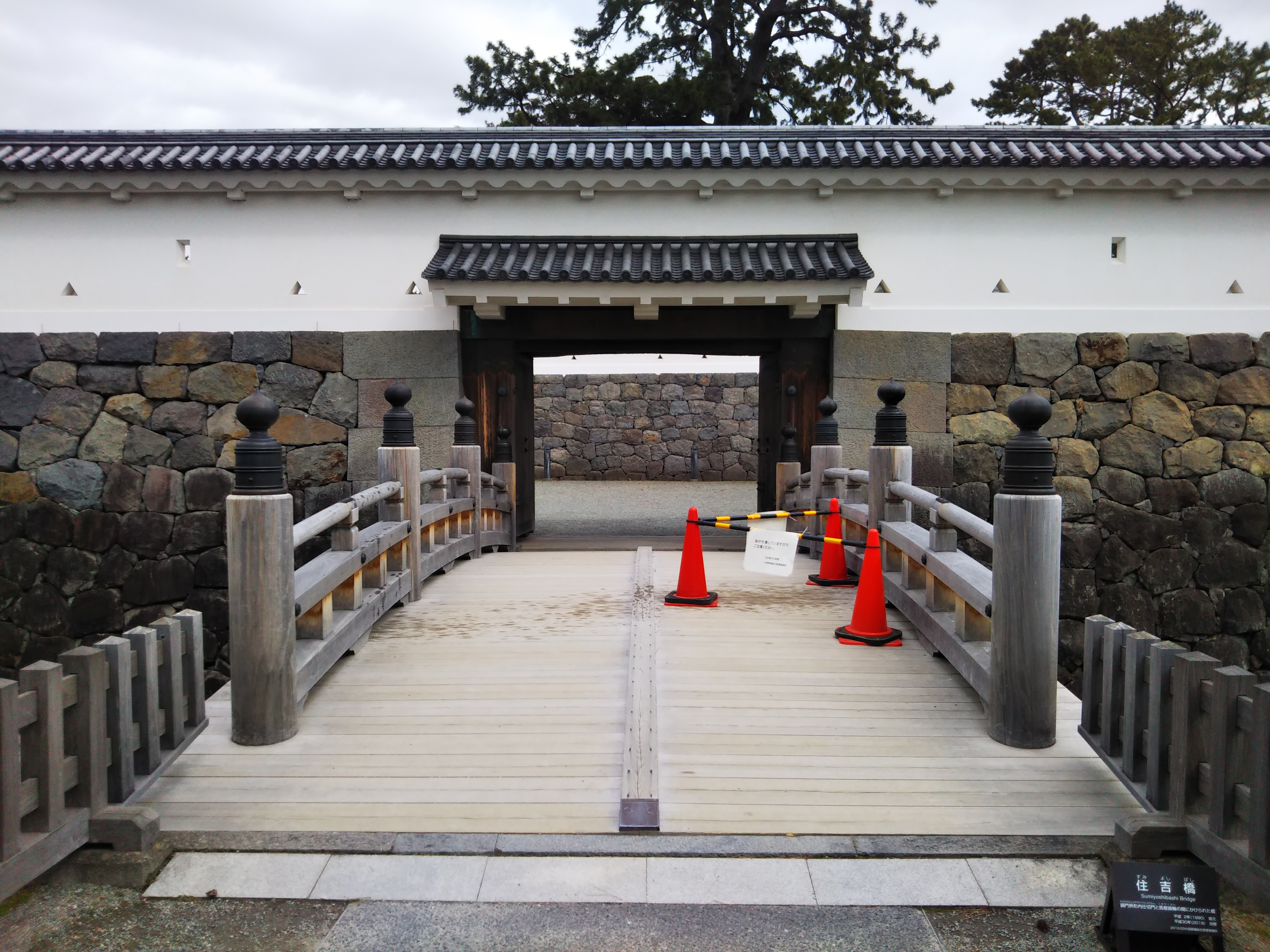
2020年3月撮影。ロードコーンは油散布の被害個所

2020年3月、何者かによって植物油らしき液体を撒かれる被害が発生。5月に、職人による除去作業が行われた。